# Play (utwór muzyczny Jüriego Pootsmanna)
Play – utwór estońskiego piosenkarza Jüriego Pootsmanna, wydany w formie singla 4 stycznia 2016 i dołączany do debiutanckiego minialbumu artysty pt. Jüri Pootsmann – EP (2015). Piosenkę napisali Fred Krieger, Stig Rästa i Vallo Kikas.
24 marca 2016 premierę w serwisie YouTube miał oficjalny teledysk do piosenki.
W 2016 utwór został zakwalifikowany do programu Eesti Laul 2016 i pomyślnie dotarł do finału, w którym zwyciężył po zdobyciu 32 394 głosów od telewidzów, dzięki czemu został propozycją reprezentującą Estonię w 61. Konkursie Piosenki Eurowizji organizowanym w Sztokholmie. 10 maja został wykonany przez Pootsmanna w pierwszym półfinale konkursu i zajął ostatnie, 18. miejsce, przez co nie awansował do finału.

## Lista utworów
CD single
1. „Play” – 2:59

## Notowania na listach przebojów
| Kraj    | Lista (2016) | Najwyższe miejsce |
| ------- | ------------ | ----------------- |
| Estonia | Raadio Uuno  | 3                 |